# Berberis nigricans
Berberis nigricans là một loài thực vật có hoa trong họ Hoàng mộc. Loài này được Kuntze mô tả khoa học đầu tiên năm 1891.